# 31 Crateris
Désignations
31 Crateris (en abrégé 31 Crt), également désignée TY Corvi, est une étoile binaire de cinquième magnitude de la constellation du Corbeau. D'après la mesure de sa parallaxe annuelle réalisée par le satellite Gaia, elle est distante d'environ ∼ 1 600 a.l. (∼ 491 pc) de la Terre. Elle s'éloigne quelque peu du système solaire à une vitesse radiale héliocentrique de +2 km/s.

## Propriétés
31 Crateris est une étoile binaire spectroscopique composée d'une étoile chaude bleutée de type spectral B1,5 V et d'un compagnon dont on sait peu de choses. Les deux étoiles bouclent une orbite tous les 2,96 jours. L'étoile primaire du système est possiblement une traînarde bleue (blue straggler en anglais) du groupe des Hyades. C'est une grosse étoile 15,5 fois plus massive et environ 52 000 fois plus lumineuse que le Soleil.
31 Crateris est par ailleurs une étoile variable ellipsoïdale, dont la magnitude apparente varie entre 5,19 et 5,23 sur une période de 1,48 jour, d'où sa désignation d'étoile variable TY Corvi. Elle a été dans le passé suspectée d'être une binaire à éclipses.

## Histoire
L'astronome britannique du XVIIIe siècle John Flamsteed incluait 31 Crateris dans la constellation qu'il nommait Hydra and Crater (la Coupe et l'Hydre), qui incluait en plus des étoiles de la Coupe à proprement parler, les étoiles de l'Hydre localisées en dessous de cette première. Cependant, lorsque les frontières des constellations ont été formellement définies en 1922, 31 Crateris s'est retrouvée incluse au sein des frontières de la constellation voisine du Corbeau, dont elle fait partie désormais.
Le 27 mars 1974, la sonde Mariner 10 a détecté des émissions dans l'ultraviolet lointain lors de son survol de la planète Mercure. Ces émissions ont d'abord été interprétées par l'Observatoire de Kitt Peak comme le signe de présence d'un satellite de Mercure, avant que les astronomes ne se rendent compte qu'elles venaient de 31 Crateris,.